# Mauricio Lozano
Bryan Mauricio Lozano Bahena (Ciudad de México, 20 de marzo de 1997) es un futbolista mexicano que se desempeña en la posición de centrocampista. Actualmente milita en el Tampico Madero de la Serie A de México.
Es hermano del también futbolista Hirving Lozano, conocido como el Chucky.